# Török porta

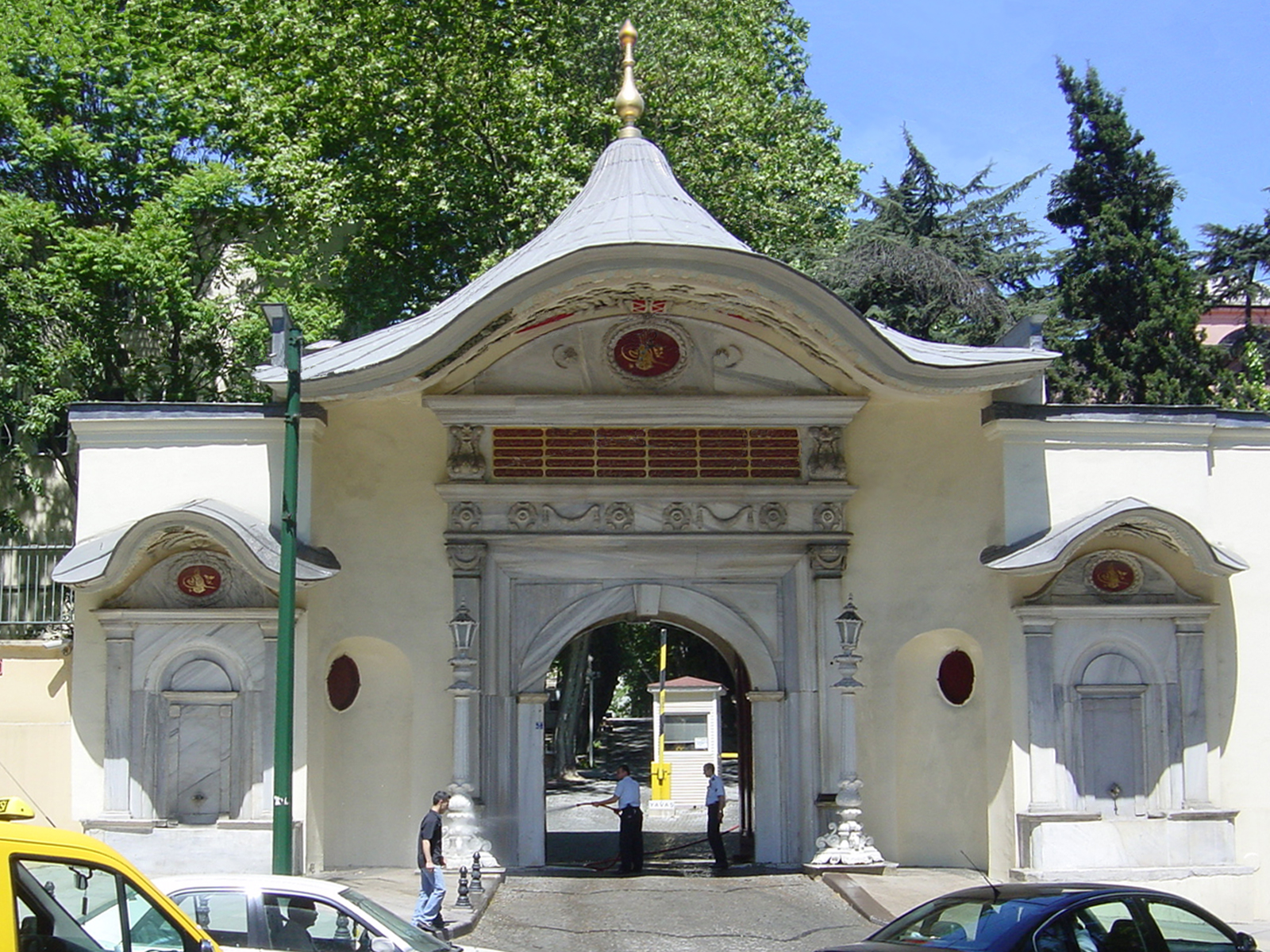
A magas porta

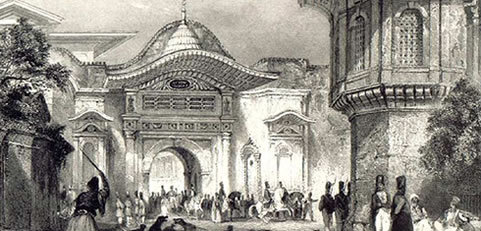
A magas porta

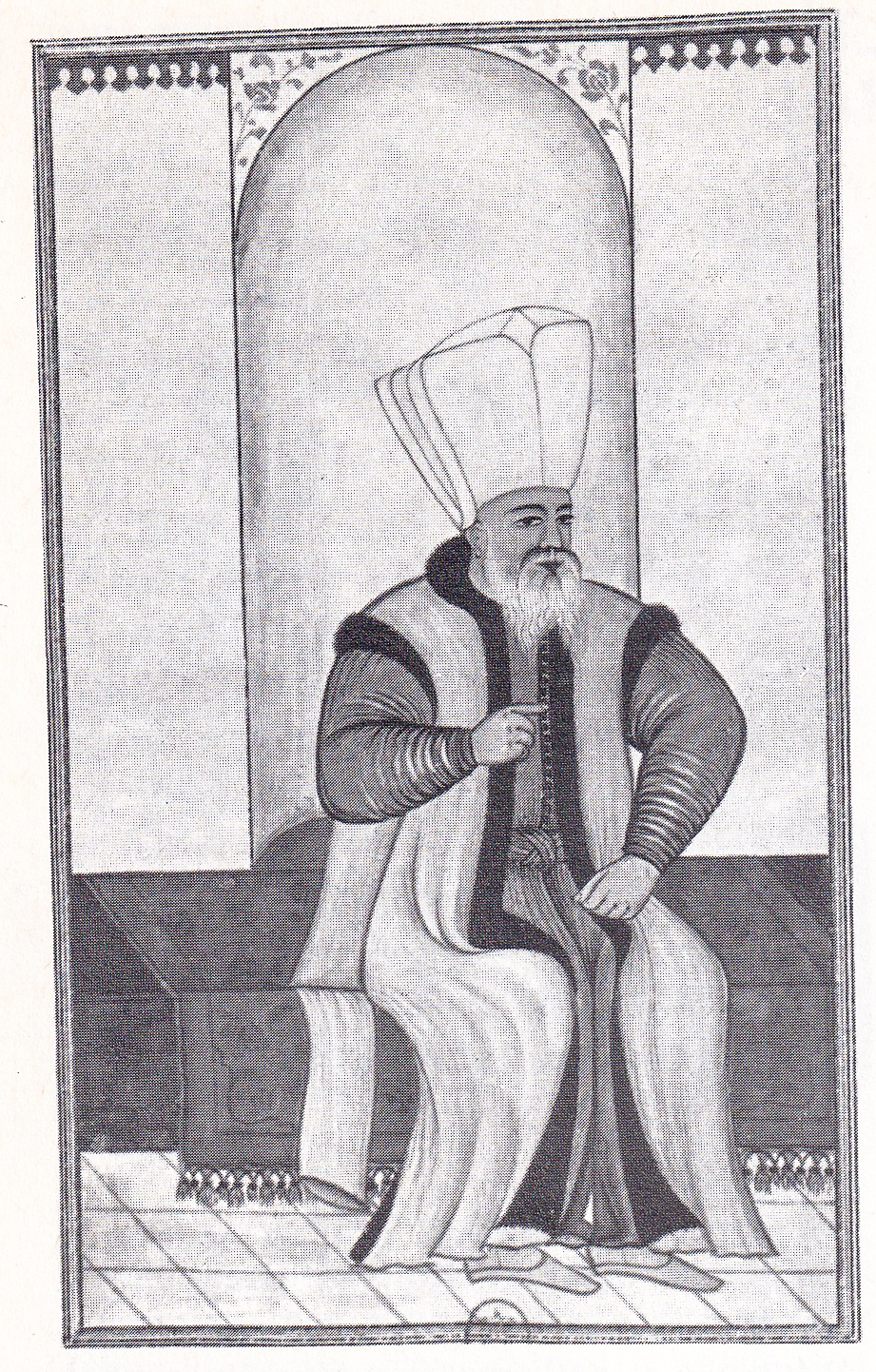
Nagyvezír ábrázolása, 1688

A török porta vagy magas porta (törökül: Bâb-ı Âli, „magas kapu”, vagy Fényes-kapu, esetleg fényes porta) volt az Oszmán Birodalom kormányzati negyedének, a szultáni szeráj kormányzati részének elnevezése, ahol többek között a nagyvezír hivatala volt. Itt ülésezett a birodalmi tanács, a díván (törökül: Dîvân-ı Hümâyun) is. A kifejezést gyakran a teljes szultáni kormányzat megnevezésére is használják.

## A név eredete
A név eredetileg a kormányzati épületekhez vezető kapu neve. Törökül Bâb-ı Âli, azaz „magas kapu” vagy a „kimagaslóak/kiemelkedőek/kiválóak kapuja”. Ennek francia fordítása a Porte sublime, amelynek további magyar fordítása a „fényes kapu”. A nagyvezír a 17. században költözött ide, a kapu mögötti kormányzati negyedbe. Ekkortól lett a kormányzat ragadványneve a porta.

## A díván
A birodalmi tanács elnöke a nagyvezír, tagjai a második, harmadik és negyedik vezír, a reisz effendi (külügyminiszter), a nisándzsi (főpecsétőr, kancellár), a három fődefterdár (főadószedő), az anatóliai és ruméliai kádiaszker (főhadbíró), valamint korlátozott joggal a janicsár aga és a kapudán pasa (tengernagy). Később a kiaja bég (a janicsár aga helyettese) is tagja lett a tanácsnak.

## A hivatalok
A nagyvezír hivatalához, udvartartásához (pasa kapuszi) közvetlenül három miniszter tartozott. A „külügyminiszter” reisz effendi, a „belügy- és igazságügyminiszter” csausz basi és a janicsárok másodparancsnoka, a kiaja bég.